# NGC 5021
NGC 5021 је спирална галаксија у сазвежђу Ловачки пси која се налази на NGC листи објеката дубоког неба.
Деклинација објекта је + 46° 11' 47" а ректасцензија 13h 12m 6,1s. Привидна величина (магнитуда) објекта NGC 5021 износи 13,4 а фотографска магнитуда 14,2. NGC 5021 је још познат и под ознакама UGC 8284, MCG 8-24-84, CGCG 245-30, IRAS 13099+4627, PGC 45834.